# レクレオ
レクレオ (Recreo) は、アルゼンチン、カタマルカ州の都市。ラパス県の中心地。レクレオ・デ・ラス・カレタスとも呼ばれる。人口は11,847人である。
サリナス・グランデスから14km北方、州都であるサン・フェルナンド・デル・バジェ・デ・カタマルカから206km、コルドバから265km、またブエノスアイレスから965kmの距離にある。
かつて、州の副知事であったペドロ・カノが所有するアシエンダの敷地に、マヌエル・ベルグラーノ線の鉄道駅を開設することに伴い、レクレオは1875年に建設された。